# Alberto Ingo Hauss
Alberto Ingo Hauss, nacido en el año 1954 en Hamburgo, Alemania y también conocido como Bela Wycombe es un compositor y productor alemán. Ha trabajado con artistas como Oliver Cheatham, Beats 4 You, Chocolate, U96, F.R.E.U.D, Boytronic, ATC y Culture Beat. También ha remezclado canciones de Aretha Franklin, Sting y Diana Ross.
Ocasionalmente, Hauss está realizando compilaciones con el grupo Terra Del Sol.